# Вільям Діллер Метью
Вільям Діллер Метью (англ. William Diller Matthew; 1871-1930) — канадсько-американський палеонтолог, автор палеозоологічних таксонів. Спеціалізувався на вивченні викопних ссавців. Також описав нові види динозаврів, терапсидів, трилобітів. Прибічник теорії азійського походження людини.

## Біографія
Вільям Діллер Метью народився 19 лютого 1871 року у місті Сент-Джон у канадській провінції Нью-Брансвік. Його батько — Джордж Фредерік Метью, був палеонтологом-аматором, який описав декілька видів трилобітів, кембрійських організмів та іхнотаксонів. Батько прищепив Вільяму інтерес до палеонтології. В Університеті Нью-Брансвіка вивчав геологію та мінералогію. У 1899 році отримав ступінь бакалавра. У 1894 році захистив докторську дисертацію у Колумбійському університеті. Палеонтологію вивчав під керівництвом Генрі Ферфілда Осборна. З 1895 по 1927 роки Метью працював у відділі палеонтології хребетних в Американському музеї природознавства. У 1911 році він став куратором відділу. З 1922 по 1927 роки він був головним куратором відділу наук про Землю. З 1927 року до своєї смерті у 1930 році Метью був професором палеонтології у Каліфорнійському університеті Берклі.
Робота Вільяма Метью була зосереджена на вивченні палеогенових ссавців. Цій темі присвячені його праці «Викопні ссавці третинного північно-східного Колорадо: колекція Американського музею 1898 року» (1901), «Еволюція коня» (1903), «М'ясоїдні та комахоїдні басейну Бріджера середнього еоцену» (1909). Метью був прихильником теорії азійського походження людини. У своїй праці «Клімат та еволюція» (1915) він припускав, що гомініди виникли у Центральній Азії, а саме у районі Тибетського плоскогір'я.
У 1908 році описав новий вид раннього терапсида тетрацератопса (Tetraceratops). У 1922 році разом з Барнумом Брауном описав новий вид динозаврів — дромеозавра (Dromaeosaurus), та окреслив низку таксонів вищого порядку (Deinodontinae, Dromaeosaurinae, Tyrannosaurinae).